# Myalgi
Myalgi (af græsk: μυς mys "muskel" og άλγος algos "smerte") muskelsmerte eller muskelømhed er et symptom på en lang række lidelser. Oftest ses muskelsmerter i forbindelse med traumer som f.eks. at overstrække en muskelgruppe. Ikke-traumatiske muskelsmerter skyldes ofte virale infektioner, som det ses ved influenza, eller ved autoimmune lidelser som Systemisk lupus erythematosus.